# Vedašić (Bośnia i Hercegowina)
Vedašić – wieś w Bośni i Hercegowinie, w Federacji Bośni i Hercegowiny, w kantonie dziesiątym, w gminie Tomislavgrad. W 2013 roku liczyła 547 mieszkańców, z czego większość stanowili Chorwaci.